# ناتانیل هاثورن
ناتانیل هاثورن (به انگلیسی: Nathaniel Hawthorne) (زادهٔ ۴ ژوئیه ۱۸۰۴ – درگذشتهٔ ۱۹ مه ۱۸۶۴) نویسندهٔ برجسته آمریکایی، متولد شهر سیلم، ماساچوست که در دوره‌ای کنسول آمریکا در انگلستان نیز شد. جد او جان هاثورن (بدون حرف w) قاضی فعال در جریان محاکمات جادوگری در سیلم بود که هیچ وقت از کارهای گذشته خود عذرخواهی نکرد. به همین دلیل ناتانیل حرف w به فامیلی خود اضافه کرد تا رابطهٔ خویشاوندی خود را با او مخفی نگه دارد. او در سال ۱۸۶۴ در پلیموث نیوهمپشایر درگذشت. او امروزه به خاطر داستان‌های کوتاهش معروف است.

## کتابشناسی

### رمان‌ها
- فنشاو، ۱۸۲۸
- حرف سرخ‌فام (در ایران داغ ننگ)، ۱۸۵۰
- خانه هفت شیروانی (۱۸۵۱)
- ماجرای عاشقانه بلیث دال (۱۸۵۲)
- فون مرمری (۱۸۶۰)
- ماجرای عاشقانه دالیور (۱۸۶۳)
- اکسیر حیات (۱۸۷۲)

## داستان‌های کوتاه
- گودمن براون جوان (۱۸۳۵)
- قصه‌های دو بار گفته (۱۸۳۷)
- موسی (۱۸۴۶)
- تصویر برفی (۱۸۵۲)
- کتاب شگفت‌انگیز برای دخترها و پسرها (۱۸۵۲)
- قصه‌های تنگلوود (۱۸۵۲)
- رمانس دالیور (۱۸۷۶)
- صورت سنگی بزرگ (۱۸۸۹)
- راه‌آهن آسمانی

## ترجمه
- کتاب "راه آسمانی" توسط هاجر شکری و امان ارغوان در بهار 1398 به فارسی ترجمه وتوسط انتشارات دُر قلم منتشر شده است.
- این کتاب داستانی استعاری با مفاهیم عمیق عرفانی است که از شاهکارهای عرفانی ادبیات انگلیسی است که در قالب کنایات، تشبیهات و استعارات بیان شده است.